# Армения (сатрапия)

Армения в составе державы Ахеменидов

Сатрапия Армения (др.-перс. 𐎠𐎼𐎷𐎡𐎴 Armina, 𐎠𐎼𐎷𐎡𐎴𐎹 Arminiya) — одна из сатрапий в составе державы Ахеменидов. Геродот упоминает Армению (греч. Ἀρμενίων) в качестве XIII округа Персидского царства. Во главе Армении в этот период стояла династия Ервандидов. Персидское владычество в Армении длилось более двух столетий (550—330 годы до н. э.).

## Этимология
Впервые Армения под своим именем упоминается в Бехистунской надписи 520 года до н. э. Автор надписи, Дарий I, называет Армению именем Армина (др.-перс. 𐎠𐎼𐎷𐎡𐎴). Прежде на этой территории располагалось государство Урарту, которое было завоевано Мидией.

## География
Согласно энциклопедии Ираника, границы сатрапии Армения были следующими: 
- Южная граница проходила по реке Кентрит и далее от места слияния Кентрита с рекой Тигр на запад вплоть до реки Евфрат
- Западная граница проходила по реке Евфрат и далее на северо-запад до побережья Чёрного моря, к западу от Котиоры.
- Северная граница проходила по горам Кавказа, не включая восточный берег Чёрного моря, где располагалась Колхида (о ней ниже)
- Восточную границу определить сложно, однако исходя из границ государства Урарту — предшественника сатрапии Армения, она должна была включать в себе территорию вокруг озера Севан а также западный берег озера Урмия

На непродолжительный период времени, после скифского похода Дария I (513/512 год до н. э.), сатрапия Армения была расширена на северо-запад и включала в себе малую сатрапию Колхида. Её границы таким образом охватывали также всё восточное побережье Чёрного моря и далее на север до устья реки Дон и северо-восток по реке Сал. Эти территории были утрачены по-видимому после неудачного греческого похода царя Ксеркса (480—479 до н. э.).
По своему внутреннему устройству Армения была разделена на две малые сатрапии — XIII (центральная и восточная Армения) и XVIII (западная Армения). Граница между двумя Армениями проходила от реки Евфрат на восток сначала по реке Арацани, затем по реке Телебоас.

## Население
Согласно Э. Редгейт общество сатрапии Армения в период Ахеменидов было неоднородным. Помимо армянских, и картвельских элементов (преимущественно на северо-западной границе) в Армении, вероятно, также существовало ираноязычный элемент, проникший в регион, возможно, с VII века до н. э. Местные жители жили в деревнях, выращивали ячмень и виноград, из которого делали вино и изюм, а мужчины были вооружены луком и боевыми топориками. Армения славилась своими лошадьми, которых выращивали для персидского войска. Известно, что в этот период армяне приносили лошадей в жертву богу Солнца.